# Tiberíades
Tiberíades também chamada Tibériade, Tiberias ou Tibérias (em hebraico: טְבֶרְיָה‎, transl. Tveryah; em árabe: طبرية‎, transl. Ṭabariyyah), é uma cidade no distrito norte de Israel e conta com cerca de 39 900 habitantes. Está situada às margens do mar da Galileia, o qual é conhecido também por mar ou lago de Tiberias (em hebraico: כנרת, Kinneret). Foi denominada em honra ao imperador romano Tibério.
É uma das quatro cidades sagradas no judaísmo, junto com Jerusalém, Hebrom e Safed. Na tradição judaica, está associada ao elemento "água". Durante a época das cruzadas foi sede de um principado homónimo, também chamado de Principado da Galileia.

## Esportes
O Hapoel Tiberias representou a cidade na primeira divisão do futebol por várias temporadas nas décadas de 1960 e 1980, mas acabou caindo nas ligas regionais e desistindo devido a dificuldades financeiras. Após o fim do Hapoel, um novo clube, o Ironi Tiberias, foi estabelecido, que atualmente joga na Liga Alef. O vencedor do Campeonato 6 Nações e da Copa Heineken, Jamie Heaslip, nasceu em Tiberias.
A Maratona de Tiberias é uma corrida de rua anual realizada ao longo do Mar da Galiléia, em Israel, com um campo nos últimos anos de aproximadamente 1000 competidores. O percurso segue um formato de ida e volta ao redor da ponta sul do mar, e foi executado simultaneamente a uma corrida de 10k ao longo de uma versão abreviada do mesmo percurso. Em 2010, a corrida de 10k foi transferida para a tarde antes da maratona. A aproximadamente 200 metros (660 pés) abaixo do nível do mar, este é o curso mais baixo do mundo.

## Sob o domínio romano
Tiberias foi fundada por volta do ano 20, pelo tetrarca da Galileia e Pereia, Herodes Antipas, filho de Herodes, o Grande, que fez dela a sede de seu governo. Segundo uma tradição (possivelmente lendária), ela foi edificada sobre as ruínas da aldeia israelita de Rakkat, mencionada no livro de Josué.
O nome escolhido para a cidade foi uma homenagem ao imperador romano Tibério, e embora, por muitos anos, os judeus tradicionalistas a evitassem, devido ao seu nome e à sua cultura helenizada, ela acabaria se tornando um dos quatro maiores centros do judaísmo.
Sob o Império Romano, a cidade era conhecida por seu nome grego Τιβεριάς, e seu prestígio tornou-se tão grande que o mar da Galileia logo teve seu nome trocado para mar de Tiberias (embora os judeus ortodoxos continuassem a chamá-lo pelo seu nome tradicional: "Yam Ha-Kinerett").
Com a deposição de Herodes Antipas (exilado por Calígula), a cidade, juntamente com toda a tetrarquia, foi incorporada ao reino de Herodes Agripa I (ano 61) e, mais tarde, ao de Herodes Agripa II.
Durante a primeira guerra judaico-romana, Tiberias foi ocupada pelo exército rebelde, comandado por Flávio Josefo, que autorizou a destruição do palácio de Antipas, mas foi incapaz de impedir que a cidade fosse saqueada por seus soldados. Quando os romanos reconquistaram o domínio da Galileia, ela foi poupada porque, apesar de ter sido governada pelos rebeldes judeus, sua população, predominantemente helênica, manteve-se fiel a Roma.
Em 150, ao fim da Terceira guerra judaico-romana, o Sinédrio - o tribunal judaico -, que fugira de Jerusalém, decidiu instalar-se em Tiberias, decisão que viria a tornar a cidade um foco da erudição religiosa judaica. A Mishná (chamada de "Torá Oral") provavelmente foi compilada em Tiberias, pelo rabino Judá HaNasi, em torno de 200. Treze sinagogas foram instaladas na cidade, para atender às necessidades espirituais de uma crescente população judaica

## Cultura
- Casa Dona Gracia, espaço museológico dedicado a Gracia Nasi Mendes, importante comerciante judia nascida em Lisboa[4].

## Geminações
Tiberias possui as seguintes cidades-gémeas:
- Córdova, Argentina
- Montpellier, França, desde 1983
- Worms, Alemanha, desde 1986
- Tudela, Navarra, Espanha
- Allentown, Pensilvânia, EUA, desde 1996
- Milwaukee, Wisconsin, EUA
- Tulsa, Oklahoma, EUA
- Great Neck Plaza, Nova Iorque, EUA, desde 2002
- Wuxi, China, desde 2007
- Saint-Raphaël, França, desde 2007

## Galeria

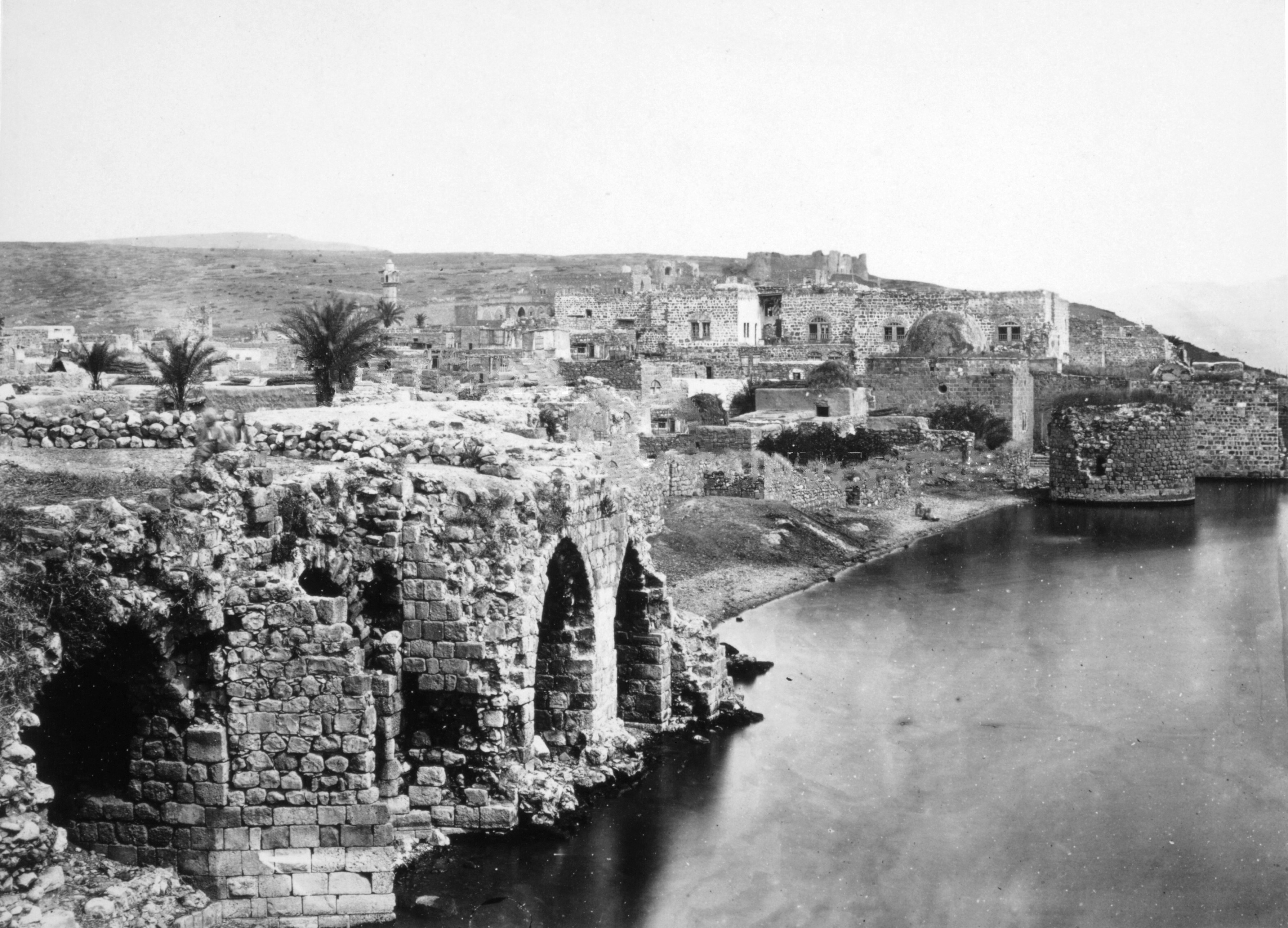
Vista de Tiberíades (1862)
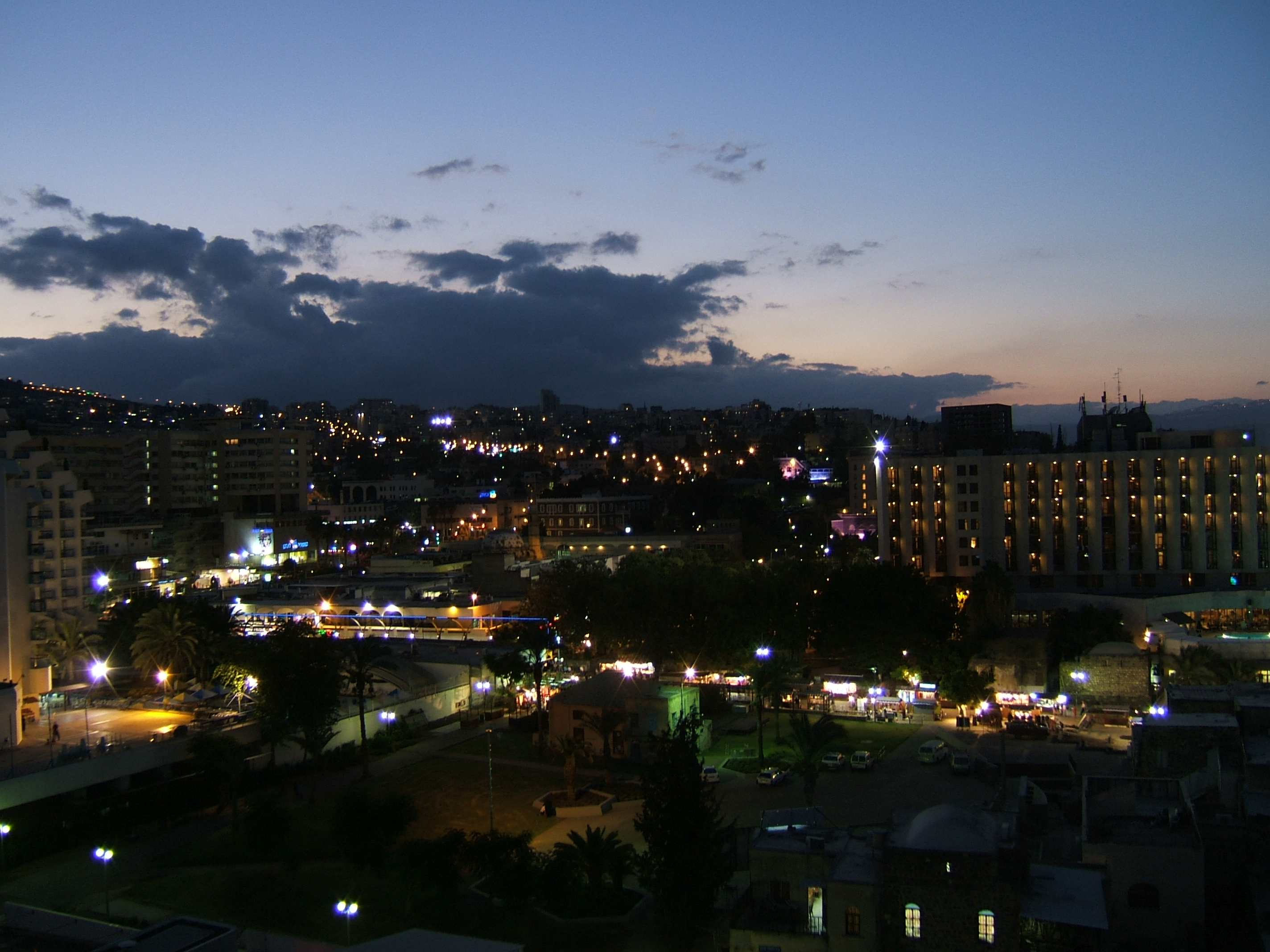
Tiberíades à noite.
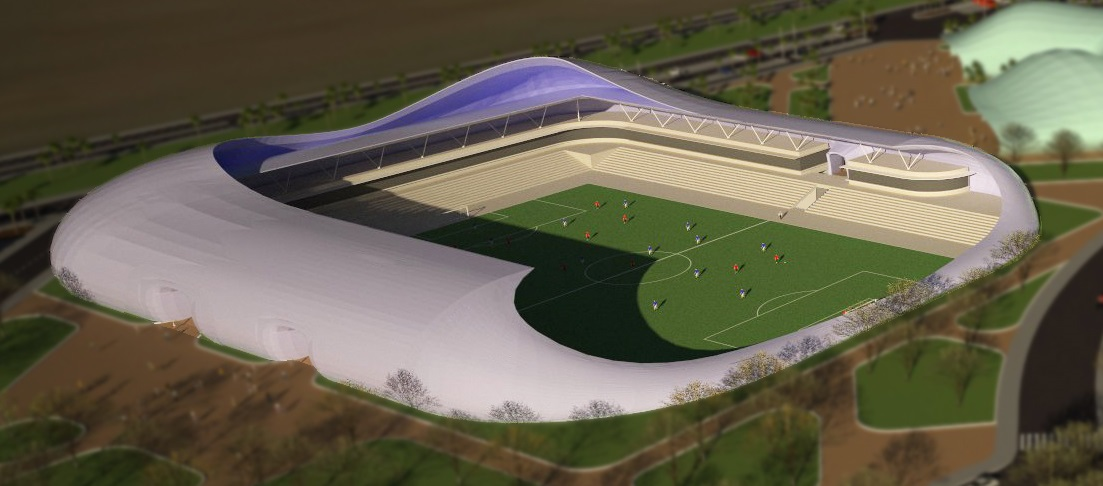
Estadio de Fútbol Tiberíades (En Construcción) Projetado por Moti Bodek.